# Gávros
Gávros är en ort i Grekland.   Den ligger i prefekturen Trikala och regionen Thessalien, i den centrala delen av landet, 270 km nordväst om huvudstaden Aten. Gávros ligger 689 meter över havet och antalet invånare är 366.
Terrängen runt Gávros är huvudsakligen kuperad. Gávros ligger uppe på en höjd. Runt Gávros är det ganska glesbefolkat, med 36 invånare per kvadratkilometer. Närmaste större samhälle är Kalampáka, 10,8 km söder om Gávros. Omgivningarna runt Gávros är en mosaik av jordbruksmark och naturlig växtlighet.